# 国際連合安全保障理事会決議825
国際連合安全保障理事会決議825（こくさいれんごうあんぜんほしょうりじかいけつぎ825、英: United Nations Security Council Resolution 825）は、1993年5月11日に国際連合安全保障理事会で採択された朝鮮民主主義人民共和国（北朝鮮）情勢に関する決議。略称はUNSCR825。

## 概要
国連安保理決議825は、1993年3月12日付けで安保理議長に宛てられた書簡にて、北朝鮮が核拡散防止条約（NPT）からの脱退の意思を表明したことに端を発し、国際原子力機関（IAEA）事務局長からの報告（S/25556）を受けて緊急招集された安全保障理事会で採択された決議。北朝鮮に対し、NPT脱退を思い留まるよう加盟国に対し説得を求める内容となっている。
決議は賛成13：反対0：棄権2（中国、パキスタン）で採択された。

## 主な内容
1. 北朝鮮に対し、NPT脱退の意思の再検討を要請
2. 北朝鮮に対し、NPTの履行ならびにIAEAとの間で交わされた保障措置協定の順守を要請
3. IAEA事務局長に対し、北朝鮮との対話を継続し結果を理事会に報告することを要請。
4. 全ての加盟国に対し、北朝鮮への決議受託と履行を説得するよう要請
5. 引き続き事態に積極的に取り組み、必要に応じて次の行動を検討することを決定